# NGC 2741
NGC 2741 is een lensvormig sterrenstelsel in het sterrenbeeld Kreeft. Het hemelobject werd op 28 maart 1864 ontdekt door de Duitse astronoom Albert Marth.

## Synoniemen
- MK 1221
- IRAS09004+1827
- PGC 25425